# Schistura acuticephalus
Schistura acuticephalus är en fiskart som först beskrevs av Hora 1929.  Schistura acuticephalus ingår i släktet Schistura och familjen grönlingsfiskar. IUCN kategoriserar arten globalt som otillräckligt studerad. Inga underarter finns listade i Catalogue of Life.